# Liste der Staatsoberhäupter 713
Übersicht
◄◄ | ◄ | 709 | 710 | 711 | 712 | Liste der Staatsoberhäupter 713 | 714 | 715 | 716 | 717 | ► | ►►

Weitere Ereignisse

## Amerika
- Maya
  - Copán
    - Herrscher: Waxaklajuun Ub’aah K’awiil (695–738)

  - Palenque
    - Herrscher: Xok, Statthalter aus Toniná (711–721)

  - Tikal
    - Herrscher: Jasaw Chan K’awiil I. (682–734)

## Asien
- Bagan
  - König: Ngahkwe (710–716)

- China
  - Kaiser: Tang Xuanzong (712–756)

- Iberien (Kartlien)
  - König: Guaram III. (692–748)

- Indien
  - Chalukya
    - König: Vijayaditya (696–733)

  - Östliche Chalukya
    - König: Jayasimha II. (706–718)

  - Pallava
    - König: Nandi Varman II. (710–775)

  - Pandya
    - König: Kochadaiyan Ranadhiran (710–735)

- Japan
  - Kaiserin: Gemmei (707–715)

- Kaschmir
  - König: Chandrapida (711–719)

- Reich der Kök-Türken
  - Herrscher: Kapağan (694–716)

- Korea
  - Balhae
    - König: Taejo Ko (698–719)

  - Silla
    - König: Seongdeok (702–737)

- Kalifat der Muslime
  - Kalif: al-Walid I. (705–715)

- Tibet
  - König: Thride Tsugten (704–755)

## Europa
- Al-Andalus
  - Statthalter des Umayyaden-Kalifs: Musa ibn Nusair (712–714)

- Bulgarien
  - Khan: Terwel (700–721)

- Byzantinisches Reich
  - Kaiser: Philippikos Bardanes (711–713)
  - Kaiser: Anastasios II. (713–715)

- Dänemark
  - König: Angantyr (695–735)

- England (Heptarchie) 
  - East Anglia
    - König: Ealdwulf (664–713)
    - König: Ælfwald (713–749)

  - Essex
    - König: Swæfberht (709–738)

  - Kent
    - König: Wihtred (691–725)

  - Mercia
    - König: Ceolred (709–716)

  - Northumbria
    - König: Osred I. (706–716)

  - Wessex
    - König: Ine (688–726)

- Fränkisches Reich
  - König: Dagobert III. (711–715/716)
  - Hausmeier: Pippin der Mittlere (687–714)
  - Autonome Gebiete:
    - Herzog von Baiern: Theodo II. (680–717)
    - Herzog von Thüringen: Hedan II. (689–717)

- Langobardenreich
  - König: Liutprand (712–744)
  - Autonome langobardische Herzogtümer:
    - Herzog von Benevent: Romuald II. (706–731)
    - Herzog des Friaul: Pemmo (706–739)
    - Herzog von Spoleto: Faroald II. (703–720)

- Schottland
  - Dalriada
    - König: Selbach (700–723)

  - Strathclyde
    - König: Beli II. (694–722)

  - Pikten
    - König: Nechtan mac Derile (706–724)

- Venedig
  - Doge: Paulicius (697–717)

- Wales
  - Gwynedd
    - König: Idwal Iwrch ap Cadwaladr (682–720)

- Westgotenreich
  - König: Agila II. (711–714)

## Religiöse Führer
- Papst: Konstantin I. (708–715)
- Patriarch von Konstantinopel: Johannes VI. (712–715)